# Хухтерву
Ху́хте́рву (фин. Huhtervu) — посёлок в составе Куркиёкского сельского поселения Лахденпохского района Республики Карелия.

## Общие сведения
Расположен на берегу озера Херрталампи (фин. Herttalampi). Через посёлок проходит дорога местного значения 86К-119 («Элисенваара — госграница»). Расстояние до Элисенваары — 22 км, до города Лахденпохья — 20 км.

## Население
| 2002 | 2009 | 2010 | 2013 |
| ---- | ---- | ---- | ---- |
| 90   | ↘73  | ↘60  | ↗67  |

## Улицы
- Трудовская улица
- Центральная улица